# South Canterbury Rugby Football Union
Dernière mise à jour : décembre 2013.
La South Canterbury Rugby Football Union est une fédération provinciale néo-zélandaise de rugby à XV créée en 1888 à la suite d'une scission avec la Canterbury Rugby Football Union. L'équipe fanion, basée à l'Alpine Energy stadium de Timaru, dispute le Heartland Championship. Elle a disputé un match contre les All Blacks en 1936. Elle a également battu le XV de France en 1961.

## Histoire
L'existence de clubs de rugby dans le Sud de la région de Canterbury précède d'au moins 20 ans la création de la South Canterbury RFU. Le premier match entre clubs dont il soit fait mention est un match opposant Timaru et Temuka le 15 octobre 1867 à Arowhenua. Presque huit ans plus tard, Alfred Hamersley, ancien capitaine de l'Équipe d'Angleterre et résident à Timaru, fonde le South Canterbury football club. Peu après, le 24 mai 1875, un premier match entre North Canterbury et South Canterbury est organisé à Ashburton qui se termine par un nul. D'autres clubs se forment peu à peu dans la région à Christchurch, Rangiora, Southbridge. Le 26 juillet 1879, les délégués des clubs de Christchurch, Christ's College, Temuka, North Canterbury, Eastern Canterbury, South Canterbury, Ashburton et Southbridge  décident de créer une fédération provinciale la Canterbury Rugby Football Union.
La South Canterbury Rugby Football Union (SCRFU) est formée en 1888 à Timaru par des clubs de la Canterbury Rugby Football Union. Ces clubs rejettent leur affiliation à la Canterbury Rugby Football Union et fixent les limites de la fédération de South Canterbury sur les rivières Waitaki et Rangitata et le siège à Timaru. Peu après, le 24 juillet 1888, une sélection de South Canterbury rencontre l'Équipe des Māori de Nouvelle-Zélande à Timaru.
South Canterbury est l'une des rares fédérations provinciales à avoir joué dans les trois divisions du National Provincial Championship. L’équipe fanion de la province s'illustre pour la première fois en 1950 en remportant le Ranfurly Shield. L'équipe s'impose contre Wairarapa à Masterton sur le score de 17 à 14 mais perd le titre dès le premier challenge contre North Auckland. Elle récupère le titre 24 ans plus tard en s'imposant le 17 août 1974 l'équipe de Marlborough. Elle défend victorieusement son titre le 31 août contre North Otago avant de s'incliner le 3 septembre contre Wellington.
L'équipe a joué à plusieurs reprises contre des sélections internationales. Le 9 septembre 1936, une sélection de South Canterbury rencontre les All Blacks à Timaru, s'inclinant seulement de 3 points sur le score de 16 à 13. Le 15 août 1961, South Canterbury bat l'équipe de France sur le score de 17 à 14. En 2011, la Russie rencontre South Canterbury à Timaru dans le cadre de leur préparation à la coupe du monde 2011.
La fédération de South Canterbury comprend 8 clubs. Elle fait partie des 6 fédérations provinciales qui donnent des joueurs à la franchise de super 15 des Crusaders. Elle a intégré en 1976 la seconde division du National Provincial Championship (NPC) nouvellement créé, remportant le championnat de deuxième division de l'Île du Sud à trois reprises en 1976, 1977 et 1981. En 2006, lors de la création de l'Air New Zealand Cup, l'équipe est reversée dans la division amateure appelée Heartland Championship. Elle en a remporté la Lochore Cup en 2013.

## Statistiques diverses

### Palmarès
South Canterbury a remporté :
- trois fois le championnat de deuxième division de l'Île du Sud du National Provincial Championship (NPC) en 1976, 1977 et 1981;
- quatre fois le championnat de troisième division du NPC en 1986, 1991, 1998 et 2001;
- la Lochore Cup (en) en 2013.

### Ranfurly Shield
South Canterbury a remporté le Ranfurly Shield à deux reprises, en 1950 et en 1974. Elle n'a réussi à défendre son titre qu'à une seule reprise en 1974 contre North Otago.

### Hanan Shield
Le Hanan Shield est un trophée créée en 1946 sanctionnant une compétition de rugby à XV ouverte aux équipes de provinces néo-zélandaises de North Otago, South Canterbury et Mid Canterbury. La compétition éponyme est basée sur le principe du défi : le challengeur défie le détenteur et, s’il s’impose, devient le nouveau détenteur du trophée. Détenteur du trophée depuis le 13 octobre 2012, South Canterbury a cédé le Shield à Mid Canterbury le 23 septembre 2013 à la suite de sa défaite sur le score de 34 à 27.

### All Blacks
22 joueurs de South Canterbury ont été sélectionnés en équipe nationale depuis la création de la fédération.
| No  | Nom                | Années actives |
| --- | ------------------ | -------------- |
| 25  | John Gardner       | 1893           |
| 39  | Charles Macintosh  | 1893           |
| 54  | David Stewart      | 1894           |
| 160 | Alfred Budd        | 1910           |
| 177 | Thomas Lynch       | 1913-1914      |
| 200 | Augustine Spillane | 1913           |
| 203 | Eric Cockroft      | 1913-1914      |
| 224 | Percival Storey    | 1920-1921      |
| 288 | Ron Stewart        | 1923-1930      |
| 320 | Gordon Lawson      | 1925           |
| 342 | William Strang     | 1928-1931      |
| 384 | Thomas Metcalfe    | 1931-1932      |
| 409 | George Adkins      | 1935-1936      |
| 441 | Thomas Morrison    | 1938           |
| 443 | Charles Saxton     | 1938           |
| 467 | Maurice Goddard    | 1946-1949      |
| 471 | Lachlan Grant      | 1947-1951      |
| 499 | John Goddard       | 1949           |
| 592 | Thomas Coughlan    | 1958           |
| 638 | Allan Stewart      | 1963-1964      |
| 673 | Thomas Lister      | 1968-1971      |
| 711 | John Jaffray       | 1972-1979      |